# 歩兵第17連隊
歩兵第17連隊（ほへいだい17れんたい、歩兵第十七聯隊（旧字体：步兵第十七聯隊󠄁））は、大日本帝国陸軍の連隊のひとつで、1885年から1945年まであった。はじめ仙台鎮台に属し、1888年にそれが移行した第2師団、1898年に新設の第8師団に所属を変えた。日清戦争以降、太平洋戦争までの日本の主要な戦争に参加した。

## 歴史

### 仙台での創設
歩兵第17連隊は、1885年（明治18年）6月の軍備拡張計画にともない、仙台鎮台の3つめの歩兵連隊として設けられた。兵舎は仙台城に隣接する川内地区の、かつて藩の材木蔵があった場所に建てられた。仙台には既に歩兵第4連隊が榴ヶ岡にあり、仙台では2つめの歩兵連隊であった。

### 秋田移転

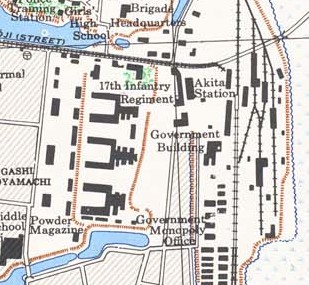
秋田駅前付近に陣取る17連隊

歩兵第17連隊は1898年（明治31年）にそれまで軍隊がなかった秋田に移り、新設の第8師団に属した。仙台の兵営には新設の歩兵第29連隊が入った。
これより先、日清戦争直後の1895年（明治28年）末に、東北地方北部に新師団を設けることを含む軍備拡大計画が決められた。これを知った秋田県では、秋田市と六郷町（現在は美郷町の一部）で連隊の誘致を目指す運動が興った。秋田県知事平山靖彦が秋田を奨めて後押ししたこともあり、1896年（明治29年）6月に陸軍は秋田への設置を決めた。秋田市は誘致運動の一つとして兵営のための敷地を市が買収・献納する願いを出し、県が無償で提供した土地とあわせ、連隊用地は地元で確保された。秋田市を優遇した知事に対して、六郷など仙北地方は強く反発した。8月に県議会で知事に対する不信任決議が可決された。平山はその1か月後に秋田から転任することになった。

## 沿革
- 1885年（明治18年）6月 - 第1大隊が設けられ、歩兵第4旅団隷下となる

8月17日 - 軍旗拝受
- 1886年（明治19年） - 第2大隊が編成完結
- 1887年（明治20年） - 第3大隊が編成完結
- 1888年（明治21年）5月 - 第2師団創設
- 1894年（明治27年） - 日清戦争に従軍
- 1898年（明治31年） - 第2師団から第8師団に所属変更

9月 - 衛戍地を秋田へ転営、現在の秋田市久保田町、秋田市中通2、４、６丁目近辺にあたる
- 1904年（明治37年） - 日露戦争に従軍、当初は予備隊として後方に配置
- 1905年（明治38年）1月 - 戦況悪化に伴い黒溝台会戦に援軍として派遣されるも、ロシア軍に包囲され連隊の半数を失う大きな被害を出す

3月 - 第2軍に所属し奉天会戦に参加
- 1910年（明治43年） - 朝鮮半島に駐留
- 1921年（大正10年） - シベリア出兵に6ヶ月間従軍
- 1932年（昭和7年）4月 - 満州事変後、大連に上陸し錦州地区の警備を開始
- 1933年（昭和8年）2月 - 熱河作戦に参加
- 1934年（昭和9年）3月 - 帰還
- 1936年（昭和11年）11月 - 尾去沢鉱山の鉱滓ダムが決壊。多数の者が土砂に流され行方不明となったため、一個部隊が捜索活動に協力[6]。
- 1937年（昭和12年）11月 - 満州駐屯
- 1938年（昭和13年）1月 - 第3軍の戦闘序列に編入され、綏陽に駐屯
- 1941年（昭和16年）9月 - 第20軍の戦闘序列に編入され、掖河に移駐、対ソ戦の訓練や抗日パルチザン掃討等の治安維持活動に従事
- 1944年（昭和19年）7月 - フィリピン戦線に投入される

9月 - フィリピンリンガエン湾のサンフェルナンドに移駐
- 1945年（昭和20年）1月 - 振武集団隷下となる

4月下旬 - マレプンヨ山とダラガ山にて防御
5月上旬 - パナハオ山に移動
8月 - 終戦
9月23日 - 終戦を確認、同月29日にパナオ山を下りる

## 歴代連隊長
| 代 | 氏名       | 在任期間               | 備考               |
| -- | ---------- | ---------------------- | ------------------ |
| 1  | 阪井重季   | 1886.5.27 -            | 中佐、1887.4.大佐  |
| 2  | 瀧本美輝   | 1892.2.6 - 1897.9.7    | 中佐、大佐昇進     |
| 3  | 今橋知勝   | 1897.9.7 - 1898.10.1   | 中佐、1897.10.大佐 |
| 4  | 岡見正美   | 1898.10.1 - 1902.11.15 |                    |
| 5  | 渡部之     | 1902.11.15 - 1906.3.30 | 中佐、大佐昇進     |
| 6  | 井口五郎   | 1906.3.30 - 1907.4.2   |                    |
| 7  | 高草木重列 | 1907.4.2 - 1913.6.9    | 中佐、大佐昇進     |
| 8  | 成富利武   | 1913.6.9 - 1917.8.6    |                    |
| 9  | 等々力森蔵 | 1917.8.6 -             |                    |
| 10 | 小出三郎   | 1919.3.8 -             |                    |
| 11 | 生島駿     | 1922.8.15 -            |                    |
| 12 | 遠藤太松   | 1924.2.4 -             |                    |
| 13 | 石丸志都磨 | 1925.3.18 -            |                    |
| 14 | 岡碩人     | 1928.3.8 -             |                    |
| 15 | 佐藤文二   | 1930.3.6 -             |                    |
| 16 | 長瀬武平   | 1932.8.8 -             |                    |
| 17 | 奥亀之助   | 1935.8.1 - 1937.4.8    | 死去               |
| 18 | 尾崎義春   | 1937.4.12 -            |                    |
| 19 | 河野毅     | 1938.12.10 -           |                    |
| 末 | 藤重正従   | 1941.8.25 -            |                    |

## その他
秋田市の大字手形に字十七流という地名があり、地名の由来として明治期に歩兵第17連隊を除隊になった人たちが流れて移り住んだという説がある。